# DJ Ike
DJ Ike, właściwie Piotr Zawałkiewicz (ur. 26 września 1981 w Toruniu) – polski DJ, producent muzyczny i raper, związany ze sceną hip-hopową. Współpracował m.in. z takimi wykonawcami jak: Owal, Siedemłez, TZWM, Emazet & Procent, Pyskaty, Brudne Serca, Pierwsza Flotylla, W.E.N.A., Prys & Łoo, Skow, Bassgrou, Kada, Maz, Raca/Stona czy VNM.
DJ Ike współpracował także z artystami zagranicznymi: DJ Tonetrack (Moskwa), DJ Trusty (Praga), Inside Kru (Praga), Nut Rageous (Nowy Jork), Planet Asia (Los Angeles), Visual (Chicago), Worldwide Groove Corporation (Nashville), Raks One (Nowy Jork) oraz DJ Unique (Zurych).
Prowadził imprezy w większości polskich miast oraz w Czechach (Praga, Czeska Lipa i Sadská), na Litwie (Wilno, Kowno, Kłajpeda) oraz w Niemczech (Drezno). Występował na scenie podczas dużych imprez muzycznych m.in.: New Yorker III oraz New Yorker IV, 4 A.M., Ślizgery czy Monument Session. Prezentował się także na festiwalach telewizyjnych: Song Of Songs (Toruń 2007), Podziel się radością (Lublin 2007) oraz WOŚP (Warszawa 2008) u boku Full Power Spirit, Olgi Szomańskiej-Radwan i Jana Radwana.
DJ Ike jest zwycięzcą Turntable Contest 2005 w kategorii advancement, półfinalistą Mistrzostw Polski DJ-ów IDA 2006 i 2008 oraz zdobywcą 2 miejsca podczas Bruk DJs Battle 2008. Zdobył tytuł "DJ Roku" w plebiscycie "Toruńskie Gwiazdy 2008" oraz "Toruńskie Gwiazdy 2009".

## Dyskografia
| Albumy - Nonkonformo (wraz z zespołem Czwarty Stan Skupienia, 2000, TRN Records) - IKE Produkcja (album producencki, 2001, TRN Records) - Nasz TeReN (wraz z zespołem ENTE, 2003, nielegal) - Da Mixtape vol.1 (mixtape, 2003, nielegal) - Da Mixtape 2 (mixtape, 2004, nielegal) - Samotność, wolność, pasja (oraz Raca i Stona, 2008, ToSieWytnie Records) - Listen (album producencki, 2011, StayTrue Label) Kompilacje różnych wykonawców - Hip Hop Rasizm Stop #1 (2002, MTJ) - Hip Hop Rasizm Stop #2 (2003, MTJ) - 8 błogosławieństw (2008, Drakka) - Góralskie Serce 2 (2009, ProArtis) Produkcje - TZWM – Powoli do przodu (2002, MIL) - Emazet & Procent – EP (2005, nielegal) - Emazet & Procent – Jedyneczka (2007, Aloha Entertainment) - Małpa – Kilka numerów o czymś (2009, nielegal) Remiksy - Radicall – Emotive Remix EP (2010, Nightworks) | Scratche - Owal/Emcedwa – Epizod III Wirus (2004, UMC Records) - Procent – Znaki zapytania (2004, R.R.X.) - 7 łez – 2+2=7 (2006, Camey Studio) - Bassgrou – Tubylcy (2007, ToSieWytnie Records) - Raca/Peerzet – Vis a Vis (2009, Stay True) - Łysonżi – Dżonson (2009, Aloha Entertainment) - Człowień – Człowiek z krwi i kości (2009, Grill-Funk Records) - Raca & Peerzet – Jeden dzień (2009, Stay True) - VNM – Niuskul Mixtape (2009, DeNekstBest) - Temate & Henson – Miejski Styl Bycia (2009, Step Records) - Duże Pe – Zapiski z życia na terytorium wroga (2010, Rockers Publishing) - TomB – Wystudzony Temperament Vol. 1 (2010, nielegal) - Raca – Bobby Fischer (2010, Stay True) - Erking/NNFOF – Sixpack (2010, Stay True) - Boomer & Ask – Gdzie jest vibe? (2010, Stay True) - Oliwa – Istotny element (2010, nielegal) - W.E.N.A. – Dalekie zbliżenia (2011, Aptaun Records) - The Pryzmats – Balon EP (2011, nielegal) - Pyskaty – Pasja (2012, Aptaun Records) - NNFoF – No Name Full Of Fame (2012, Stay True) |

## Nagrody i wyróżnienia
- 2. miejsce - Bruk DJs Battle 2008, kat. show
- 3. miejsce - Mistrzostwa Polski IDA 2008, kat. technical
- 4. miejsce - Mistrzostwa Polski IDA 2006, kat. technical
- 2. miejsce - eliminacje Mistrzostw Polski federacji ITF Poznań 2006, kat. technical
- 1. miejsce - TuRNtable contest 2005, kat. advancement
- 2. miejsce - TuRNtable contest 2004, kat. advancement